# Skala mianowana
Skala mianowana – skala mapy zapisywana jako porównanie dwóch odległości, przy czym pierwsza to odcinek na mapie, a druga – odpowiadający odcinek w terenie (wyrażony zazwyczaj w metrach lub kilometrach). Zapisuje się ją jako podporządkowanie dwóch liczb, oznaczających jednostki długości lub powierzchni. Skala mianowana jest stosowana m.in. w amerykańskim rysunku architektoniczno-budowlanym, podawana jest również, obok podziałki liniowej i skali liczbowej, na współczesnych polskich mapach topograficznych.
Przykłady zapisu skali mianowanej (dla skali liczbowej: 1:1.000.000):
- 1 cm – 10 km
- 1 cm → 10 km
- 1 cm na mapie – 10 km w terenie